# Синь
Синь – назва ряду мінералів.
Розрізняють: 
- синь гірська (колоїдальний різновид азуриту),
- синь кобальтова (лавендулан – водний хлорарсенат кальцію, натрію і міді – (Ca, Na)2 Cu5[Cl| (AsO4)4•(4-5)H2O),
- синь мідна (1. Землистий різновид азуриту. 2. Суміш азуриту з хризоколою),
- синь молібденова (ільземаніт – аморфний водний оксид молібдену – Mo3O8•n H2O),
- синь прусська природна (землистий різновид вівіаніту).